# Travis Ramos
Travis Ramos (ur. 22 lutego 1979 r.) – amerykański narciarz, specjalista narciarstwa dowolnego. Nigdy nie startował na mistrzostwach świata ani na igrzyskach olimpijskich. Najlepsze wyniki w Pucharze Świata osiągnął w sezonie 2000/2001, kiedy to zajął 21. miejsce w klasyfikacji generalnej, a w klasyfikacji jazdy po muldach był dziewiąty.
W 2002 r. zakończył karierę.

## Sukcesy

### Puchar Świata

#### Miejsca w klasyfikacji generalnej
- 1996/1997 – 90.
- 1997/1998 – 88.
- 1999/2000 – 43.
- 2000/2001 – 21.
- 2001/2002 – -

#### Miejsca na podium
1. Châtel – 28 lutego 1998 (Muldy podwójne) – 3. miejsce
2. Sunday River – 28 stycznia 2001 (Jazda po muldach) – 1. miejsce
3. Oberstdorf – 6 stycznia 2002 (Jazda po muldach) – 3. miejsce

- W sumie 1 zwycięstwo 2 trzecie miejsca.